# Camrail

Eisenbahnnetz der Camrail in Kamerun

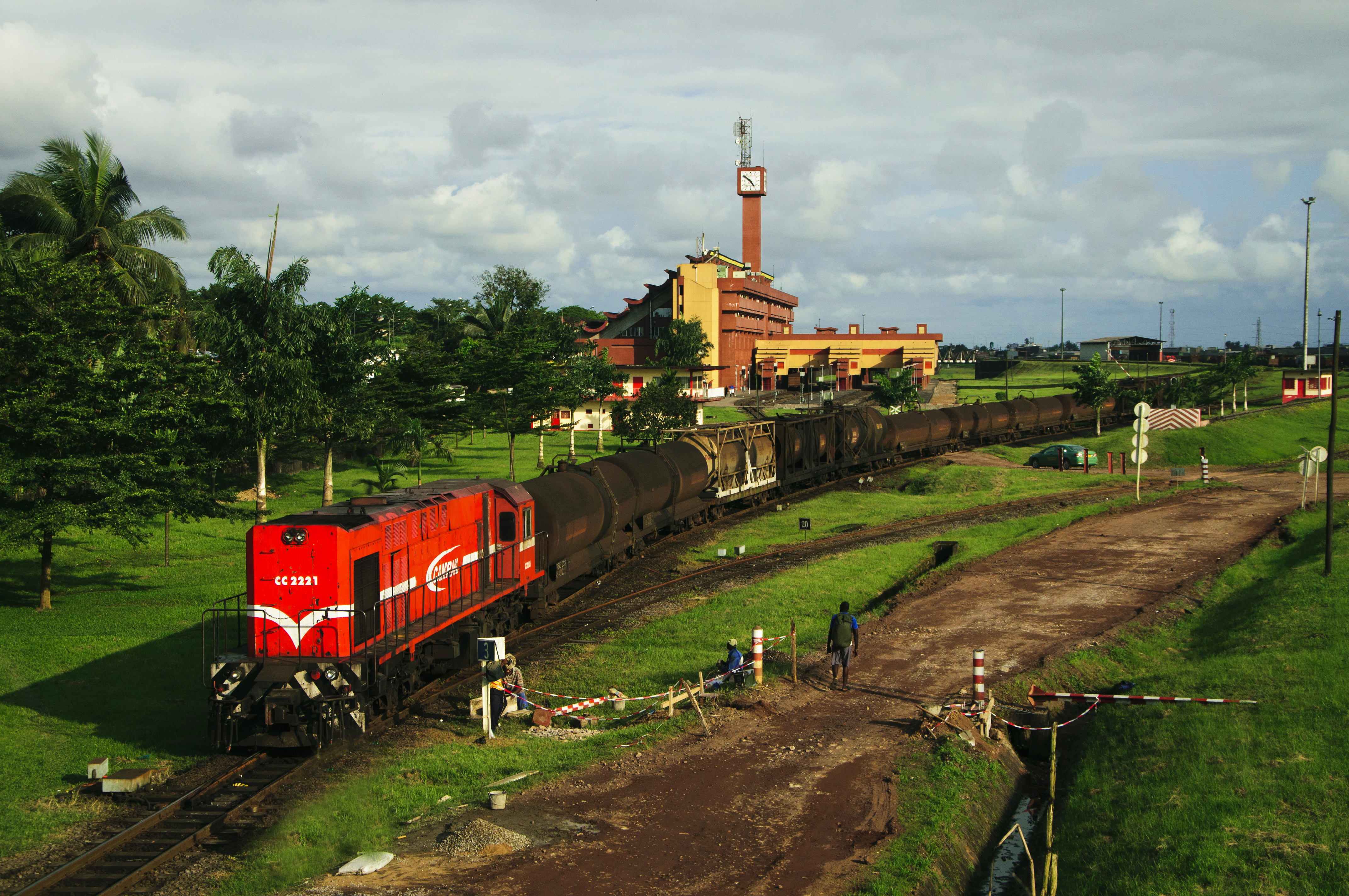
Ein Zug der Camrail

Camrail, auch Cameroon Railways genannt, ist das kamerunische Eisenbahnunternehmen für Personen- und Gütertransport. Es betreibt den gesamten Schienenverkehr in Kamerun.

## Geschichte
Der kamerunische Staat setzte 1996 einen Prozess der Privatisierung in Gang. Die Konzession erhielt am 19. Januar 1999 Groupe Bolloré für eine Dauer von 30 Jahren. Camrail nahm am 1. April 1999 seinen Betrieb auf. Aktionäre sind SCCF (Bolloré) (77,4 %), État du Cameroun (13,5 %), Total Cameroun (5,3 %), SEBC (Thanry) (3,8 %).
Am 21. Oktober 2016 war ein Zug des Unternehmens bei Éséka in einen schweren Unfall verwickelt. Dabei starben 79 Menschen, etwa 600 wurden verletzt.